# Ro25-6981
Ro25-6981 je antagonist NMDA receptora.